# Politie in België
De politie in België is een overheidsinstantie belast met het handhaven van de wetten van het land, het bewaren van de openbare orde en het verlenen van hulp. Ook vormt zij de opsporingsdienst voor het Openbaar Ministerie.
De Belgische geïntegreerde politie is gestructureerd op twee niveaus: federaal (de federale politie) en lokaal (de lokale politie). De lokale politie bestaat uit 178 politiezones, werkzaam over één of meer gemeenten.

## Geschiedenis
Tot 1998 verzorgden de rijkswacht, de gerechtelijke politie bij de parketten, de gemeentepolitie en kleinere politiediensten zoals spoorweg-, lucht- en zeevaartpolitie de politiediensten in België. Hun onderling wantrouwen en de vaak vijandige houding resulteerden in de jaren tachtig in een chaotische organisatie die niet opgewassen bleek tegen de extreem gewelddadige overvallen door de Bende van Nijvel en de terreurdaden van de Cellules Communistes Combattantes (C.C.C.). Het Heizeldrama toonde op 29 mei 1985 vervolgens dat de politiediensten niet op elkaar waren afgestemd.

### Eerste audit
Na een beslissing van de ministerraad van 26 juli 1985 vond een eerste audit van de politie plaats. In haar verslag stelde de groep Team Consult dat België geen coherent en geïntegreerd politie- en veiligheidsbeleid had, dat de verantwoordelijkheden te versnipperd waren en er nauwelijks sprake was van coördinatie. De regering formuleerde hierop maatregelen om de werking en de afstemming tussen de politiediensten te verbeteren.
De parlementaire onderzoekscommissie 'Bendecommissie' besloot eind jaren 80 dat er een slechte coördinatie was tussen de politiediensten en dat hun bevoegdheden overlapten. De regering antwoordde met het Pinksterplan van 5 juni 1990, maar een hervorming van de politiediensten bleef uit. Er werd gekozen voor een geïntegreerde benadering van de politiefunctie en de Wet op het Politieambt (5 augustus 1992) zag het levenslicht. De federale verkiezingen van 24 november 1991 (de zogenaamde Zwarte Zondag) brachten de zaken in een stroomversnelling.

### Politieoorlog
De Dutroux-affaire in 1996 gaf opnieuw een deuk in het vertrouwen. Het werd duidelijk dat de rijkswacht gefaald had in eerder onderzoek naar Dutroux, een falen toegeschreven aan de politieoorlog. Het schandaal choqueerde België. Bij het publiek heerste een wantrouwen in ‘het systeem’ en de verontwaardiging kende een hoogtepunt tijdens de Witte Mars op 20 oktober 1996. Na de mars werden twee nieuwe parlementaire onderzoekscommissies geïnstalleerd om de toedracht van de affaire te achterhalen, de defecten en de verantwoordelijken te zoeken.
De zogenaamde commissie-Dutroux presenteerde haar rapport in april 1997. Behalve een analyse van de werking van de politie, beval ze een hervorming aan tot een geïntegreerde politiedienst, gestructureerd op twee niveaus. Dus een samengaan van gerechtelijke politie bij de parketten (GPP), gemeentepolitie en rijkswacht. De regering verwierp de suggestie en kwam in oktober 1997 met een eigen plan waarbij ze niet koos voor een eenheidspolitie maar voor een politiestructuur met twee politiediensten.
Met de ontsnapping van Dutroux in april 1998 uit een gerechtsgebouw waar hij onder rijkswachttoezicht een dossier inkeek, was de tijd rijp voor een verdergaande hertekening van het politielandschap. De vier meerderheidspartijen en de vier oppositiepartijen (uitgezonderd Vlaams Blok) sloten het Octopusakkoord. Dit akkoord, geconcretiseerd met de wet van 7 december 1998, creëerde een geïntegreerde politie op twee niveaus. Het federale niveau bracht de voormalige centrale diensten van de rijkswacht en de voormalige gerechtelijke politie bij de parketten samen. Het lokaal niveau verenigde de voormalige territoriale brigades van de rijkswacht en de voormalige korpsen van de gemeentepolitie.
Een nieuw logo voor de geïntegreerde politie en een eigen huisstijl voor de federale en lokale politie, onderscheidde de 'nieuwe' politie van de 'oude'.
De politiehervorming heeft haar eindpunt niet bereikt. Na een audit van de federale politie in 2002, bleek dat de werking van deze laatste sterk op die van de vroegere rijkswacht leek, te gebureaucratiseerd was en geoptimaliseerd kon worden. Het aantal directies werd herleid van vijf naar drie en de commissaris-generaal kreeg een meer leidinggevende dan coördinerende rol. Ondertussen werden de lokale politiezones aangemoedigd om tot een maximale interzonale samenwerking te komen.
Het eenheidsstatuut voor alle personeelsleden was een kritieke succesfactor van de hervorming. De krachttoer bestond erin om tientallen statuten met elkaar te verenigen. De 'Mozaïekwet' regelde de overgang tussen het oude en nieuwe statuut, terwijl het 'Mammoetbesluit' de rechtspositie van het personeel regelde.
Na deze hervormingen ontstond juridisch protest. Het Arbitragehof vernietigde bepalingen zoals specifieke inschalingsprincipes van de personeelscategorieën en de eerder verleende brevetten die niet afdoende gevaloriseerd waren.
Het antwoord, de zogenaamde Vesalius-wet zorgde voor een "rode loper". Aangestelde politiehoofdinspecteurs ingeschaald in specifieke loonschalen konden tussen 2005 en 2011 op eigen vraag en mits een voldoende evaluatie, bevorderen tot politiecommissaris. De wet Vesalius-bis voorziet de mogelijkheid om een aantal aanstellingen om te zetten in vaste benoemingen.
In 2014 volgde er een nieuwe grootschalige reorganisatie teneinde het aantal mandaatfuncties (commando) aanzienlijk te verminderen en tegelijkertijd een efficiënter gebruik van de financiële middelen toe te laten. De federale politie zal zich hierbij meer terugplooien op de provinciehoofdplaatsen.

## Geïntegreerde politie, op twee niveaus
De politiehervorming (zie hierboven) herleidde alle politiediensten tot één apparaat: de geïntegreerde politie, gestructureerd op twee niveaus. De gemeentepolitie, de rijkswacht en de gerechtelijke politie bij de parketten werden afgeschaft. De term "geïntegreerd" slaat op het feit dat de politie bestaat uit korpsen die verschillende taken en overheden hebben, onafhankelijk van elkaar kunnen werken, elkaar aanvullen en belangrijke zaken gemeenschappelijk hebben. Zo is er voor de lokale en voor de federale politie:
- een gemeenschappelijk(e) uniform en huisstijl (logo, briefpapier, striping van de vervoersmiddelen, etc.);
- een gemeenschappelijk statuut;
- een gemeenschappelijke mobiliteitsprocedure die toelaat om eenvoudig van werk te veranderen in en tussen de lokale en federale politie;
- een gemeenschappelijke rekrutering, selectie en opleiding;
- één nationaal veiligheidsplan.

De geïntegreerde politie is gestructureerd op een federaal niveau (de federale politie) en een lokaal niveau (de lokale politie). Bij organieke wet is vastgelegd dat beide niveaus onderling moeten communiceren via welbepaalde kanalen en elkaar steun en bijstand moeten verlenen. Alhoewel de federale politie een monopolie heeft op de opleiding is er geen hiërarchisch verband tussen beiden. Beide takken hangen af van verschillende bestuurlijke autoriteiten. Zo hangt de federale politie af van de minister van Binnenlandse Zaken en de minister van Justitie, de lokale politie van het politiecollege (meerdere gemeentezones) of de burgemeester (een gemeentezone).
De geïntegreerde politie als geheel staat onder het gezag van:
- de minister van Binnenlandse zaken (voor de uitvoering van opdrachten van bestuurlijke politie);
- de minister van Justitie (voor de uitvoering van opdrachten van gerechtelijke politie);

Samen dragen beide ministers de verantwoordelijkheid voor de organisatie en het bestuur.

### Concepten voor de werking: evolutie naar 'excellente politiezorg'
- Gemeenschapsgerichte politiezorg (community oriented policing)
- Informatiegestuurde politiezorg (intelligence led policing)
- Programmawerking
- Beheer van gebeurtenissen
- Concept 'kwaliteitszorg'
- Integrale en geïntegreerde veiligheidszorg

### Opdrachten

#### Algemeen
De opdrachten van de Belgische politiediensten zijn vastgelegd in hoofdstuk IV van de wet op het politieambt (d.d. 5-8-1992).
Een algemeen onderscheid kan worden gemaakt tussen 'opdrachten van bestuurlijke politie' en 'opdrachten van gerechtelijke politie'. Ook de vorm waarin en de voorwaarden waaronder die opdrachten worden vervuld worden nauwgezet beschreven in de wet op het politieambt.
Bij het uitvoeren van opdrachten van bestuurlijke politie staat de politieambtenaar onder leiding en gezag van een bestuurlijke overheid (bv de burgemeester of de minister van Binnenlandse Zaken). Bij het uitvoeren van opdrachten van gerechtelijke politie staat de politieambtenaar onder leiding en gezag van een gerechtelijke overheid (bv de procureur des Konings of de onderzoeksrechter).

#### Specifieke opdrachten
- Politie van het verkeer (weg, lucht, water en spoorwegen)
- Optreden bij ramp, onheil of schadegeval
- Toezicht op bepaalde personen (geesteszieken, geïnterneerden, veroordeelden)
- Toezicht op wetgeving inzake vreemdelingen
- Samenscholingen en volkstoelopen
- Opdrachten in verband met gevangenen en gevangenissen
- Gevaarlijke dieren
- Protocollaire aangelegenheden
- Preventie

## Federale politie

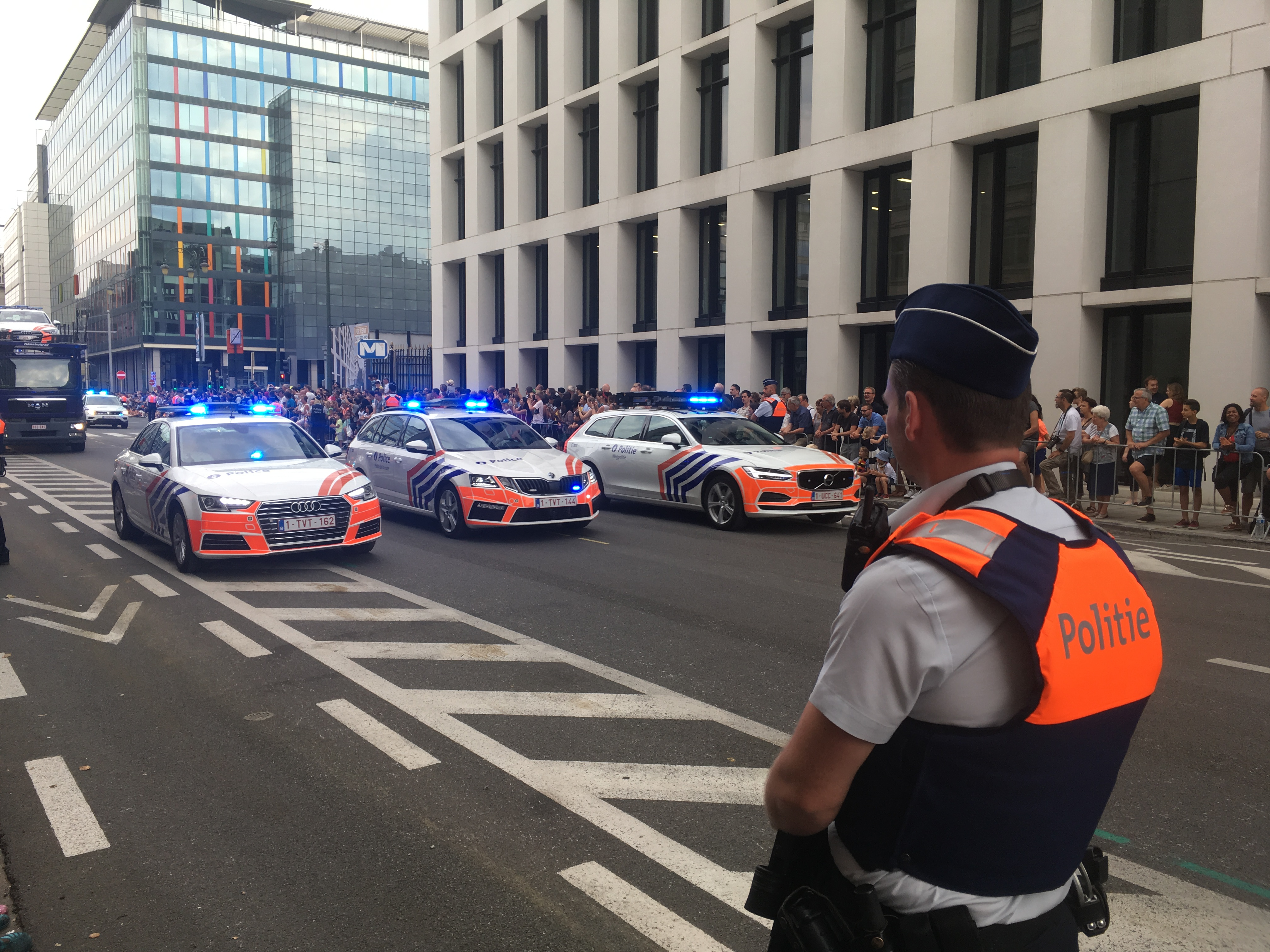
Voertuigen van de wegpolitie op het nationaal defilé van 21 juli 2018.

### Organisatie
De federale politie is één korps, bestaande uit het Commissariaat-generaal, twee operationele algemene directies en een niet-operationele algemene directie (elk bestaande uit nog een aantal directies en diensten/eenheden):
- de Algemene directie van de bestuurlijke politie (DGA);[9]
- de Algemene directie van de gerechtelijke politie (DGJ),[10] ook bekend als de Federale gerechtelijke politie;
- de Algemene directie van het middelenbeheer en de informatie (DGR).[11]

Op het Belgische grondgebied is de federale politie gedeconcentreerd aanwezig; er is namelijk in elk gerechtelijk arrondissement:
- een gedeconcentreerde coördinatie- en steundirectie (CSD) onder leiding van een bestuurlijke directeur-coördinator (DIRCO);
- een gedeconcentreerde gerechtelijke directie (FGP) onder leiding van een gerechtelijk directeur (DIRJUD).

Beide gedeconcentreerde directies fungeren als draaischijf tussen de federale en lokale politie.

### Taak
De federale politie heeft een dubbele taak:
- uitvoeren van gespecialiseerde en bovenlokale opdrachten van 'bestuurlijke politie' en 'gerechtelijke politie' over het ganse grondgebied van het Rijk,
- operationele en niet-operationele ondersteuning van de lokale politie en overheden, volgens de principes van subsidiariteit en specialiteit.

### Commissarissen-generaal federale politie
| Naam                    | Periode      |
| ----------------------- | ------------ |
| Herman Fransen          | 2001 - 2007  |
| Fernand Koekelberg      | 2007 - 2011  |
| Paul Van Thielen (a.i.) | 2011 - 2012  |
| Catherine De Bolle      | 2012 - 2018  |
| Claude Fontaine (a.i.)  | 2018 - 2018  |
| Marc De Mesmaeker       | 2018 - 2023  |
| Eric Snoeck             | 2023 - heden |

## Lokale politie

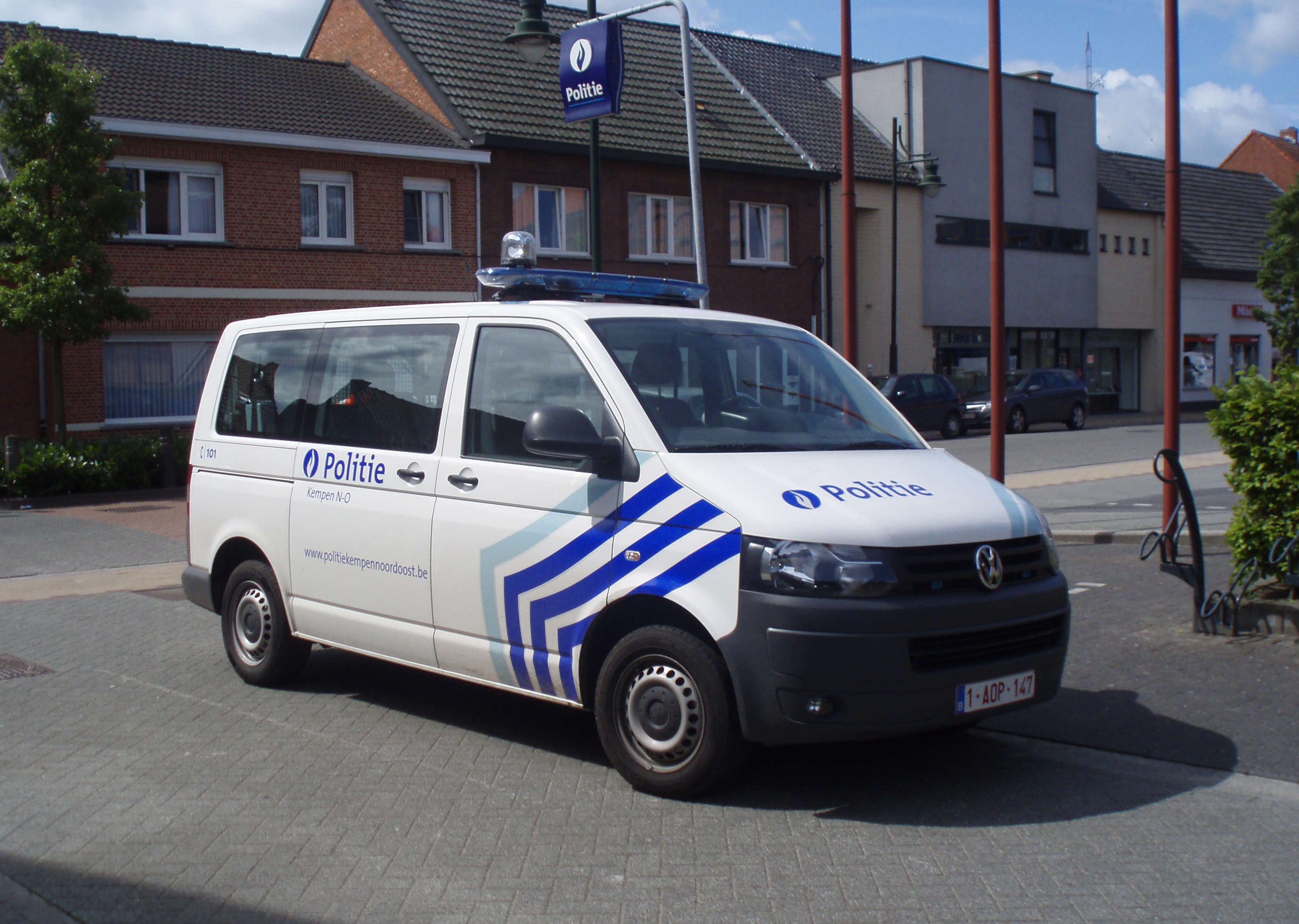
Combi van de lokale politie Kempen Noord-Oost

### Organisatie
De lokale politie omvat 178 politiezones en bijgevolg dus 178 korpsen. Sommige politiezones omvatten slechts één gemeente (eengemeentezone), andere bestaan uit twee of meer gemeenten (meergemeentezone). Oorspronkelijk waren er 196 zones, maar sinds dan zijn enkele fusies gerealiseerd wat het totaal nu op 178 lokale politiekorpsen brengt.
In de lijst van politiezones in België staat een overzicht van de huidige politiezones.
De structuur van een lokaal politiekorps is wettelijk niet vastgelegd.
De dagelijkse leiding van de lokale politie is in handen van de korpschef. Hij is verantwoordelijk voor de uitvoering van het lokaal politiebeleid. Op zijn beurt staat de korpschef onder het gezag van een burgemeester of een politiecollege van burgemeesters, naargelang het een zone is die bestaat uit één of meer gemeenten.
De lokale politie wordt, als niveau binnen de geïntegreerde politie, vertegenwoordigd door de Vaste Commissie van de Lokale Politie (VCLP).

### Taak
- Verzekeren van de basispolitiezorg op het lokale niveau. Een koninklijk besluit[12][13] heeft vastgelegd dat elke lokale politiedienst, in de geest van een gemeenschapsgerichte politiezorg (community oriented policing), de volgende 7 basisfuncties moet organiseren:
  - Wijkwerking
  - Onthaal
  - Interventie
  - Slachtofferbejegening
  - Lokale recherche
  - Genegotieerd beheer van de publieke ruimte (ruim begrip, waartoe onder andere ook 'handhaving en herstel van de openbare orde' hoort)
  - Verkeer (toegevoegd door KB van 16-10-2009)
- Instaan voor het vervullen van sommige opdrachten van federale aard

## Personeel
Het personeel van de geïntegreerde politie is in het algemeen onderverdeeld in de volgende twee kaders:
- operationeel kader: omvat het personeel met een operationele/'politionele' functie;
- administratief en logistiek kader: omvat het personeel met een ondersteunende administratieve of logistieke functie, ook wel CALOG genoemd.

### Operationeel kader
De politie bestaat voornamelijk uit 'politieambtenaren': personeel dat bevoegd is voor het uitvoeren van de opdrachten van 'bestuurlijke politie' en van 'gerechtelijke politie'. Politiemensen met de graad 'agent van politie' zijn geen 'politieambtenaren' omdat zij niet de volledige, maar slechts een beperkte bevoegdheid hebben (hoofdzakelijk verkeerswetgeving en 'GAS'-wetgeving). Politieambtenaren, beveiligingsagenten van politie en agenten van politie vormen samen het 'operationeel kader': het personeel dat een operationele functie heeft binnen de politie. Het operationeel kader is op zich onderverdeeld in vijf kaders:
- officierenkader: kader dat de politieambtenaren omvat met de hoogste leidinggevende/beleids-/managementfuncties
- middenkader: kader dat de politieambtenaren omvat die het beleid en de opdrachten van het officierskader omzetten in specifieke opdrachten en instaan voor de rechtstreekse aansturing en leiding van het uitvoerend personeel
- basiskader: kader dat de politieambtenaren omvat met uitsluitend uitvoerende functies
- agentenkader: binnen het operationeel kader staan zij in voor een beperkt aantal functies zoals verkeer en GAS-retributies, zij zijn echter geen politieambtenaar. Beveiligingsagenten van politie zijn soms gelijkgesteld aan politieambtenaren.

Elk operationeel personeelslid van de politie heeft een bepaalde graad. Politiepersoneel van de lokale en federale politiekorpsen zijn evenwaardig aan elkaar en zij hebben ook dezelfde bevoegdheden; enkel hun taken en dagelijkse bezigheden verschillen. De kaders werden in de loop der jaren uitgebreid met de graden commissaris eerste klasse en hoofdinspecteur met bijzonder specialisatie. Vanaf 2016 wordt in de hiërarchie ook rekening gehouden met het aantal jaren dienst: de graadbenamingen van politiepersoneel worden voorafgegaan door de kwalificatie 'eerste' (bv. 'eerste inspecteur') wanneer men minstens 13 dienstjaren heeft vervuld in een bepaalde graad.
Onderstaande tabel geeft een overzicht van de kaders, graden en bijhorende bevoegdheden binnen het operationeel kader (in volgorde van hoog naar laag).
| Kader             | Graad | Opmerkingen | Graadkenteken federale politie | Graadkenteken lokale politie |
|                   | | |                                |                              |
| Officierenkader   | eerste hoofdcommissaris van politie (1HCP) | graad gedragen na 13 jaar anciënniteit in de graad van hoofdcommissaris zelfde bevoegdheden                                                                                            | HCP fedpol                     | HCP lokpol                   |
| Officierenkader   | hoofdcommissaris van politie (HCP) | bestuurlijke bevoegdheid: officier van bestuurlijke politie (OBP) gerechtelijke bevoegdheid: officier van gerechtelijke politie (OGP), hulpofficier van de procureur des Konings (HPK) | HCP fedpol                     | HCP lokpol                   |
| Officierenkader   | eerste commissaris van politie (1CP) | graad gedragen na 13 jaar anciënniteit in de graad van commissaris zelfde bevoegdheden                                                                                                 | CP fedpol                      | CP lokpol                    |
| Officierenkader   | commissaris van politie (CP) | bestuurlijke bevoegdheid: officier van bestuurlijke politie (OBP) gerechtelijke bevoegdheid: officier van gerechtelijke politie (OGP), hulpofficier van de procureur des Konings (HPK) | CP fedpol                      | CP lokpol                    |
| Officierenkader   | aspirant-commissaris van politie (ACP) | graad gedragen als rekruut tijdens de opleiding | ACP fedpol                     | ACP lokpol                   |
|                   | | |                                |                              |
| Middenkader       | eerste hoofdinspecteur van politie (1HINP) eerste hoofdinspecteur van politie met specialiteit politieassistent (1HINP PA) eerste hoofdinspecteur van politie met bijzondere specialisatie (1HINP BS)       | graad gedragen na 13 jaar anciënniteit in de graad van hoofdinspecteur zelfde bevoegdheden                                                                                             | HINP fedpol                    | HINP lokpol                  |
| Middenkader       | hoofdinspecteur van politie (HINP) hoofdinspecteur van politie met specialiteit politieassistent (HINP PA) hoofdinspecteur van politie met bijzondere specialisatie (HINP BS)                               | bestuurlijke bevoegdheid: agent van bestuurlijke politie (ABP) gerechtelijke bevoegdheid: officier van gerechtelijke politie (OGP), hulpofficier van de procureur des Konings (HPK)    | HINP fedpol                    | HINP lokpol                  |
| Middenkader       | aspirant-hoofdinspecteur van politie (AHINP) aspirant-hoofdinspecteur van politie met specialiteit politieassistent (AHINP PA) aspirant-hoofdinspecteur van politie met bijzondere specialisatie (AHINP BS) | graad gedragen als rekruut tijdens de opleiding | AHINP fedpol                   | AHINP lokpol                 |
|                   | | |                                |                              |
| Basiskader        | eerste inspecteur van politie (1INP) | graad gedragen na 13 jaar anciënniteit in de graad van inspecteur zelfde bevoegdheden                                                                                                  | INP fedpol                     | INP lokpol                   |
| Basiskader        | inspecteur van politie (INP) | basisgraad, volle politiebevoegdheid bestuurlijke bevoegdheid: agent van bestuurlijke politie (ABP) gerechtelijke bevoegdheid: agent van gerechtelijke politie (AGP)                   | INP fedpol                     | INP lokpol                   |
| Basiskader        | aspirant-inspecteur van politie (AINP) | graad gedragen als rekruut tijdens de opleiding | AINP fedpol                    | AINP lokpol                  |
|                   | | |                                |                              |
| Beveiligingskader | eerste beveiligingscoördinator van politie (1BCSP) | graad gedragen na 13 jaar anciënniteit in de graad van beveiligingscoördinator zelfde bevoegdheden                                                                                     | 1BCSP fedpol                   |                              |
| Beveiligingskader | beveiligingscoördinator van politie (BCSP) | bestuurlijke bevoegdheid: agent van bestuurlijke politie (ABP) | BCSP fedpol                    |                              |
| Beveiligingskader | eerste beveiligingsassistent van politie (1BASP) | graad gedragen na 13 jaar anciënniteit in de graad van beveiligingsassistentzelfde bevoegdheden                                                                                        | 1BASP fedpol                   |                              |
| Beveiligingskader | beveiligingsassistent van politie (BASP) | bestuurlijke bevoegdheid: agent van bestuurlijke politie (ABP) | BASP fedpol                    |                              |
| Beveiligingskader | aspirant-beveiligingsassistent van politie (ABASP) | graad gedragen als rekruut tijdens de opleiding | ABASP fedpol                   |                              |
| Beveiligingskader | eerste beveiligingsagent van politie (1BAGP) | graad gedragen na 13 jaar anciënniteit in de graad van beveiligingsagentzelfde bevoegdheden                                                                                            | ABAGP fedpol                   |                              |
| Beveiligingskader | beveiligingsagent van politie (BAGP) | bestuurlijke bevoegdheid: agent van bestuurlijke politie (ABP) | BAGP fedpol                    |                              |
| Beveiligingskader | aspirant-beveiligingsagent van politie (ABAGP) | graad gedragen als rekruut tijdens de opleiding | ABAGP fedpol                   |                              |
|                   | | |                                |                              |
| Agentenkader      | eerste agent van politie (1AP) | graad gedragen na 13 jaar anciënniteit in de graad van agent zelfde bevoegdheden | AP fedpol                      | AP lokpol                    |
| Agentenkader      | agent van politie (AP) | vroegere hulpagent, beperkte politiebevoegdheden (verkeerswetgeving, GAS-wetgeving) | AP fedpol                      | AP lokpol                    |
| Agentenkader      | aspirant-agent van politie (AAP) | graad gedragen als rekruut tijdens de opleiding | AAP fedpol                     | AAP lokpol                   |

#### Functionele titels
Naast de gradenstructuur bestaan ook zogenaamde 'functionele titels' binnen de gerechtelijke zuil van de federale politie en de lokale recherchediensten:
- gerechtelijk commissaris (GCP)
- rechercheur (RCH): alle inspecteurs en hoofdinspecteurs van de federale gerechtelijke politie (FGP) en de lokale recherche-/opsporingsdiensten (LRD/LOD); dit betreft dus een functiebenaming en geen graad, rechercheurs zijn in graad gelijkwaardig aan (hoofd)inspecteurs die geen rechercheurs zijn

#### Bestuurlijke en gerechtelijke bevoegdheidstitels
Er worden titels gebruikt die op de bevoegdheid van de politieambtenaar duiden (zie bovenstaande tabel):
- agent van gerechtelijke politie (AGP) of officier van gerechtelijke politie (OGP): dit betreft bevoegdheden op gerechtelijk vlak (bv. gerechtelijke arresties, huiszoekingen, gerechtelijke fouilleringen, onmiddellijke intrekkingen van het rijbewijs, etc.)
- agent van bestuurlijke politie (ABP) of officier van bestuurlijke politie (OBP): dit betreft bevoegdheden op bestuurlijk vlak (bv. bestuurlijke aanhoudingen, ontruimingen, bepaalde fouilleringen, bestuurlijke inbeslagnames, etc.)

Een officier van bestuurlijke of van gerechtelijke politie heeft de volle bevoegdheid op bestuurlijk of gerechtelijk vlak (bv. een arrestatie of aanhouding verrichten of bevestigen). Een agent van bestuurlijke of van gerechtelijke politie kan sommige zaken zelf uitvoeren, maar heeft voor andere maatregelen geen bevoegdheid en moet daarvoor beroep doen op een OBP of OGP.
De termen "officier" en "agent" betekenen niet dat een politieambtenaar een officiersgraad moet houden om OBP- of OGP-bevoegdheid te hebben, noch dat een ABP of AGP per se een politieambtenaar is die op het terrein werkt. Deze termen maken enkel een onderscheid tussen ambtenaren met volle beslissingsbevoegdheid ("officier") en ambtenaren met een gedeeltelijke beslissingsbevoegdheid en uitvoerende taken ("agent"). Zo heeft een hoofdinspecteur van politie de bevoegdheid OGP op gerechtelijk vlak en de bevoegdheid ABP op bestuurlijk vlak, en heeft een burgemeester de bevoegdheid OBP, maar geen enkele gerechtelijke bevoegdheid.
De politieambtenaren met de bevoegdheid OGP zijn tegelijk "hulpofficier van de procureur des Konings" (HPK), wat betekent dat zij in feite assistenten zijn van de procureur en zo bepaalde beslissingen toebedeeld krijgen van de procureur. Buiten de politie zijn er ambtenaren met OGP-bevoegdheid; zij hebben meestal geen HPK-bevoegdheid.

### Administratief en logistiek kader
Het administratief en logistiek kader bestaat uit vier niveaus op basis van het opleidingsniveau van het personeel:
- niveau A: diploma hoger onderwijs - master
- niveau B: diploma hoger onderwijs - bachelor
- niveau C: diploma secundair onderwijs
- niveau D: geen diplomavereiste

Elk niveau omvat verscheidene graden, waaronder ten minste een gemene graad en bijzondere graden. Onderstaande tabel geeft een overzicht van de niveaus en graden binnen het administratief en logistiek kader (in volgorde van hoog naar laag).
|   |                 |                           |  |  |
| A | adviseur (ADV)  | ICT-adviseur              |  |  |
| A | adviseur (ADV)  | ingenieur                 |  |  |
| A | adviseur (ADV)  | arts                      |  |  |
| A | adviseur (ADV)  | tandarts                  |  |  |
| A | adviseur (ADV)  | dierenarts                |  |  |
| A | adviseur (ADV)  | apotheker                 |  |  |
|   |                 |                           |  |  |
| B | consulent (CNT) | directiesecretaris        |  |  |
| B | consulent (CNT) | vertaler                  |  |  |
| B | consulent (CNT) | fotograaf                 |  |  |
| B | consulent (CNT) | ICT-consulent             |  |  |
| B | consulent (CNT) | technisch consulent       |  |  |
| B | consulent (CNT) | gespecialiseerd consulent |  |  |
| B | consulent (CNT) | maatschappelijk assistent |  |  |
| B | consulent (CNT) | boekhouder                |  |  |
| B | consulent (CNT) | verpleger                 |  |  |
| B | consulent (CNT) | laborant                  |  |  |
| B | consulent (CNT) | communicatieconsulent     |  |  |
|   |                 |                           |  |  |
| C | assistent (ASS) | werkleider                |  |  |
| C | assistent (ASS) | gespecialiseerd assistent |  |  |
| C | assistent (ASS) | kok                       |  |  |
| C | assistent (ASS) | ICT-assistent             |  |  |
| C | assistent (ASS) | gespecialiseerd vakman    |  |  |
|   |                 |                           |  |  |
| D | hulpkracht      | ploegbaas                 |  |  |
| D | arbeider        | ICT-technicus             |  |  |
| D | bediende        |                           |  |  |
| D | vakman          |                           |  |  |

### Zaak-Koekelberg
In 2008 kwam de top van de federale politie in opspraak in de zaak-Koekelberg, in verband met vriendjespolitiek en fraude bij toppromoties. Ook later dat jaar en in 2009 bleven en blijven er nieuwe feiten en vermoedens van gebrekkig beleid, vriendjespolitiek, en andere onregelmatigheden aan het licht komen. Na een nieuw schandaal in 2011 naar aanleiding van een lobbyreis naar Qatar en de aankoop van luxe reiskoffers, nam Fernand Koekelberg in maart 2011 ontslag als commissaris-generaal.

## Logo's
